# Герб Котельнича
Герб муниципального образования «Город Котельнич» — опознавательно-правовой знак, составленный и употребляемый в соответствии с правилами геральдики, служащий символом городского округа «Город Котельнич» Кировской области Российской Федерации.

## Описание герба

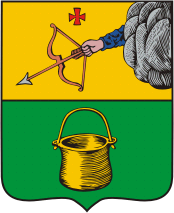
Герб Котельнича
(1781)

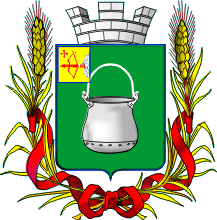
Проект герба Котельнича
(1859)

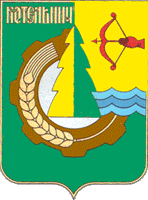
Герб Котельнича
(1985)

Описание герба:
В зелёном поле котёл золотой. В вольной части — герб Кировской области.

## Обоснование символики
Обоснование символики герба:
Герб города представляет собой традиционный геральдический щит, в зелёном поле которого расположен золотой котёл. В вольной части — в верхнем, расположенном слева от зрителя, углу щита — используется герб области, что указывает на принадлежность города к Кировской области, общность истории и природное единство города с Вятским краем.
Герб города является гласным, то есть размещение на нём изображения котла указывает на название города.
На гербе города:
Жёлтый цвет (золото) — символ богатства, стабильности.
Зелёный — цвет надежды, радости и здоровья.

## История создания
- 23 октября 1997 — герб города, основанный на историческом гербе 1781 года, утверждён решением Котельничской городской Думы[2].
- Герб города Котельнича включён в Государственный геральдический регистр Российской Федерации под № 209[1].
- 30 сентября 2009 — решением Котельничской городской Думы приняты современная обоснование символики герба[1].

## Исторические гербы

### Герб 1781 года
11 (22) сентября 1780 года именным указом императрицы Екатерины II было образовано Вятское наместничество с центром в городе Хлынове, переименованном в Вятку. В 1781 году правящий должность герольдмейстера, действительный статский советник А. А. Волков представил гербы городов наместничества на Высочайшее утверждение. Исторический герб Котельнича был Высочайше утверждён 28 мая (8 июня) 1781 года императрицей Екатериной II вместе с другими гербами городов Вятского наместничества.

Описание герба гласило:
В верхней части щита герб Вятский, в нижней части в зелёном поле котёл золотой, означающий имя сего города.

### Герб Кёне
В 1859 году, в период геральдической реформы Кёне, был разработан проект нового герба уездного города Котельнича (официально не утверждён):
В зеленом поле серебряный с такими же ручками котел. В вольной части герб Вятской губернии. Щит увенчан серебряной башенной короной и окружен золотыми колосьями, соединенными Александровской лентой.

### Герб 1985 года
30 мая 1985 — исполнительный комитет Котельничского городского Совета народных депутатов постановлением № 9/187 утвердил изменённый герб Котельнича, автором которого стал Ю. А. Удальцов.
Сохранив зелёный щит и исторический герб Вятской земли (рука, натягивающая лук — в верхней левой части), окаймлённый понизу лазурными волнами, символом Вятки, — городской герб приобрёл новые элементы: коричневую шестерню с наложенным на неё колосом, рассечённую вертикально на золотой и зелёный цвета ель и расположенную справа вверху надпись с названием города, выполненную стилизованно старинным начертанием букв.

## Использование на городском флаге
Городской герб является основой другого официального символа муниципального образования «Котельнич» — городского флага, который был утверждён первоначально 23 октября 1997 года решением Котельничской городской Думы № 52, описание которого гласило: «Флаг города Котельнича представляет собой прямоугольное полотнище зелёного цвета с изображением жёлтого (золотистого) котла в центре полотнища. В жёлтом (золотистом) квадрате (крыже) в верхнем углу полотнища у древка воспроизводится фигура герба Кировской области. Отношение ширины флага к его длине — 2:3.» 24 февраля 2010 года решением Котельничской городской Думы № 20 он был видоизменён: с был убран расположенный в крыже герб Кировской области и было утверждены новое описание флага: «Флаг представляет собой прямоугольное зелёное полотнище с соотношением ширины к длине 2:3. В центре флага на удалении 1/5 (одной пятой) ширины флага от его верхнего и нижнего краёв размещён золотой котёл» и обоснование символики: Зелёный — цвет надежды, радости и здоровья; Жёлтый цвет (золото) — символ богатства, стабильности. В Государственный геральдический реестр флаг внесён под № 5903.